# 넘버스 (스프레드시트)
넘버스(Numbers)는 애플에서 개발한 스프레드시트 프로그램으로 맥 OS X용 오피스 소프트웨어인 아이워크 08의 한 프로그램이다.  윈도에 MS오피스가 있다면 맥에는 아이워크가 있으며 엑셀에 대응되는 프로그램으로 개발되었다. 2007년 8월 7일 발표되었으며 맥 OS X 10.4 (타이거)나 OS X 10.5 (레퍼드)에서 구동된다.  시스템 요구 사양은 500 MHz 이상의 파워PC G4, 파워PC G5 또는 Intel Core 프로세서를 가진 컴퓨터에 최소 256MB의 RAM (512MB 권장된다)그리고 32MB의 비디오 램와 퀵타임 7.0.3 이상이 필요하다.  애플CEO 스티브 잡스의 말에 따르면 평범한 사람들을 위한 스프레드시트 프로그램으로 고안되었으며 복잡하지 않는 기능 위주로 디자인되어 있다.

## 역사
과거 애플 운영체제에는 클라리스웍스와 애플웍스가 간단한 오피스 작업, 예를 들어 문서작성, 표계산, 데이터베이스 구축, 프레젠테이션 등에 널리 쓰이고 있었으며 더 강력한 작업을 위해 표 계산을 위해 엑셀이 사용되었다. 실제로 마이크로소프트 엑셀은 매킨토시 용으로 1985년 처음 출시되었으며 윈도용은 1987년에 처음 나왔다. 그 후 애플의 시장점유율이 낮아지고 마이크로소프트의 맥 운영체제 지원열의가 약해지면서 마이크로소프트 오피스가 맥용으로 출시가 점점 지연되기 시작하였다. 1998년 스티브 잡스가 애플로 돌아와서 빌 게이츠로부터 맥용 오피스를 5년 동안 지속적으로 개발하겠다는 약속을 받아낸다. 그러나 맥용 오피스가 기능의 질이나 양적인 면에서 떨어지며 존재하는 프로그램 수 역시 차이가 난다. (맥용 오피스는 단 4개, 워드, 엑셀, 파워포인트, 안투라지(아웃룩에 대응)으로 구성되어 있다. 액세스, 프론트페이지, 비지오, 원노트등은 존재하지 않는다.) 오피스의 점유율이 운영체제보다 높은 것을 감안하고 오피스 프로그램이 플랫폼의 생존에 중요한 점을 감안하여 키노트가 2003년 출시되기 이전부터 애플이 비디오 편집 응용 프로그램 시장에 진출하였듯 자체 오피스 프로그램을 개발할 것이라는 추측이 있었다. 기존에 애플웍스가 있었지만 오 에스 텐 이전에 개발된 코드기반이었고 기능과 디자인에서 많은 개선이 필요하였다. 키노트(프레젠테이션)이 나오고 그 뒤 페이지(문서 작성)이 나오면서 다음은 스프레드시트 용 프로그램이 나올 것이라고 예상이 있었으며 예상에 맞게 2007년 8월 7일 스티브 잡스에 의해 아이워크 08에 넘버스가 포함되어 공개되었다.

## 주요 기능
기존의 스프레드시트 프로그램이 거대한 셀로 채워진 시트라면 넘버스는 텅빈 캔버스에 표를 채워넣는 형식으로 구성되어 있다. 각 표는 독립적인 스프레드시트이며 캔버스에는 계산표말고 그림, 글 등을 자유롭게 집어넣을 수 있다. 기존의 사진편집 프로그램과 더 흡사하다. 엑셀 파일을 불러오거나 저장할 수 있으며 CSV파일도 생성이 가능하다. 단점으로 엑셀과는 달리 비주얼베이직이나 마크로 지원이 되지 않으며 피벗테이블 기능이 없다.

## 기타
30일 시험판을 애플 사이트에서 다운로드 받을 수 있다. 30일이 지나고 구입을 하지 않으면 시험판은 뷰어로 전환되며 저장이나 인쇄가 불가능해진다. 구입을 하게 되면 시리얼 번호를 부여받고 입력 후 정식버전으로 바뀐다. iWork' 09 버전에서 한글화가 이루어졌다.

## 다른 보기
- 아이워크
- 키노트
- 페이지 (소프트웨어)
- 아이라이프

## 같이 보기
- 마이크로소프트 엑셀
- 키노트
- 페이지 (소프트웨어)

## 참고 문헌
1. ↑  Apple. “What's new in Numbers for iPhone”. 2024년 5월 21일에 확인함.
2. ↑  “아이워크 08 시험판 다운로드”. 2011년 12월 26일에 원본 문서에서 보존된 문서. 2018년 5월 11일에 확인함.